# Блинов, Афанасий Сергеевич
Афана́сий Серге́евич Блино́в (18 января 1904, Ключевская, Вятская губерния — 23 июня 1961, Москва) — советский деятель госбезопасности, генерал-лейтенант (1945; лишён звания в 1954); заместитель министра государственной безопасности СССР В. С. Абакумова, депутат Верховного Совета СССР 2-го созыва.
В 1948 году руководил обыском у Маршала Советского Союза Георгия Константиновича Жукова.

## Биография
Родился в 1904 году в деревне Ключи Вятской губернии. Отец являлся управляющим имением, убит вместе с помещиком после переворота 1917 года. Мать с детьми проживала в деревне, находящейся в пригороде г. Глазова, где и работал отец, имеющий дом, мельницу в Ключах.
С 1916 года работал рассыльным, переписчиком в Ключевском волостном правлении, с 1918 — делопроизводителем, секретарём Ключевского волисполкома. С 1927 года служил в милиции, был на административной и хозяйственной работе. Член ВКП(б) с 1927 года.
В 1929 году на службе в ОГПУ, работал в полномочном представительстве ОГПУ по Уралу, затем оперативным сотрудником в Управлении НКВД по Свердловской и Челябинской областям. С 1937 года руководил Секретно-политическим отделом УНКВД Красноярского края. С 1938 года был начальником отделения, заместителем начальника следственной части 3-го Отдела ГУГБ НКВД СССР. С 1939 года был начальником Управлении НКВД / НКГБ по Ивановской (5.12.1938 — 30.12.1941) и Куйбышевской (30.12.1941 — 28.12.1942) областям.
С 1942 года — начальник 3-го (Секретно-политического) Управления НКВД СССР. С 7 мая 1943 по 13 июля 1946 — начальник Управления НКГБ / МГБ по Московской области. В 1946 году назначен заместителем министра государственной безопасности СССР, в 1948 году руководил обыском у Маршала Советского Союза Георгия Константиновича Жукова. Отвечал за формирование и сохранность архива.
Делегат (от Ивановской областной парторганизации) XVIII съезда ВКП(б) (1939), XVIII конференции ВКП(б) (1941); депутат (от Московской области) Совета Союза Верховного Совета СССР 2-го созыва (1946—1950).
В августе 1951 года после ареста В. С. Абакумова А. С. Блинов был уволен из органов госбезопасности. В 1954 году «по фактам, дискредитирующим звание генерала госбезопасности», Постановлением Совета Министров СССР лишён звания генерал-лейтенанта.
С 1951 по 1956 годы работал главным контролёром по промкооперации Министерства госконтроля РСФСР, умер в 1961 году в Москве. Похоронен на Ваганьковском кладбище. Жена похоронена там же, но позднее.

## Награды
- два ордена Красной Звезды (19.12.1937, 3.11.1944);
- орден «Знак Почёта» (26.4.1940);
- два ордена Красного Знамени (20.9.1943, …);
- два ордена Отечественной войны 1-й степени (29.10.1948, 24.8.1949);
- медали;
- знак Заслуженный работник НКВД СССР (4.2.1942)[2].

## Комментарии
1. ↑  Деревня Ключи (Ключевская, Кечево, Кечпигурт, Вукогурт), относившаяся к Ключевской, с 1924 года — к Ежевской волости Глазовского уезда, в последующем входила в состав Ключевского, затем — Гулековского сельсовета; ныне — Удмуртские Ключи в Глазовском районе Удмуртии[1].